# 深川通り魔殺人事件
深川通り魔殺人事件（ふかがわとおりまさつじんじけん）とは、1981年（昭和56年）6月17日に東京都江東区森下二丁目（深川地域）の商店街路上で発生した通り魔殺人（無差別殺人）事件。
覚醒剤を濫用していた元寿司店員の男が職に就けず、生活に行き詰まったことを「自分を解雇したり、採用を見送ったりする寿司店経営者たちのせいだ」と逆恨みし、商店街で通行人を無差別に襲撃。包丁で路上を歩いていた通行人4人（主婦＋幼子2人の母子3人を含む）を刺殺して主婦2人に重傷を負わせたほか、別の主婦1人（軽傷）を人質に取り、逮捕されるまで7時間にわたり近くの中華料理店に立てこもった。
刑事裁判では、犯行時の被告人Kの精神状態（責任能力の有無・程度）が最大の争点となり、東京地裁は1982年（昭和57年）12月に「本来なら死刑に処すべき犯行だが、犯行時は心神耗弱状態だった」として、被告人Kに無期懲役判決を言い渡した。被告人Kは控訴しなかったため、1983年（昭和58年）1月に無期懲役が確定した。

## 事件前の経緯
加害者の男K・G（以下「K」と表記）は1952年（昭和27年）2月11日生まれ（事件当時29歳）。出身地および本籍地は茨城県鹿島郡波崎町太田（現：神栖市太田）。
Kは5人兄弟姉妹の4番目（兄と姉2人・弟）で、出生時には家庭が経済的にかなり貧しく、母乳が不足していたため、重湯で育てられた。
Kは波崎町で生育し、1967年（昭和42年）3月に町立中学校を卒業すると、集団就職で県外に出ることを決め、東京都内（築地）の寿司屋に就職した。最初の寿司屋では板前見習いとして約3年間働いたが、「他店で修業しよう」と考えて同店を退職して以降、都内や千葉県銚子市内の寿司屋・運送会社などを転々とした。1972年（昭和47年）8月には、恐喝罪で懲役刑（執行猶予付き）に処されたが、同年12月には傷害罪などで再び懲役刑に処され、執行猶予も取り消されたことで、両方の刑を併せて川越少年刑務所に服役した。1975年（昭和50年）9月に出所し、都内の運送会社で運転手として就職したが、長続きせず、再び転職を繰り返した。1976年（昭和51年）7月には、暴力行為等処罰ニ関スル法律（暴力行為等処罰法）・脅迫罪で懲役10月に処され、1977年（昭和52年）4月まで水戸刑務所に服役した。
その後は郷里に帰り、両親・弟とともにシジミ採りの仕事に従事した。当時は父の後を継ぐことに前向きな態度を見せ、シジミ漁の仕事にも熱心に打ち込んでいたが、やがて粗暴な言動が目立ち始め、両親への家庭内暴力も振るうようになった。そのため、たまりかねた両親が実家のある波崎町から、利根川の対岸（銚子市）にある長男宅へ移住したため、Kはシジミ漁を1人でできなくなり、弟にその仕事を手伝ってもらうこととなった。しかし、1978年（昭和53年）3月ごろからは金回りが良くなり、派手に遊び歩いているうちに波崎・銚子の暴力団と交際し始め、覚醒剤も使用するようになった。
1978年夏ごろから徒食しているうち、無免許運転で何度も検挙された。一方、同年4月ごろからは親しくなったホステスの1人と同居するようになったが、引っ越した先のアパートで近隣住民とトラブルを起こしたり、自身の漁船を両親・兄弟に無断で売却して得た100万円を別のホステスに貢ごうとして断られたりした。そして同年10月17日には、足繁く通っていたクラブ（銚子市松本町）のナンバーワンホステスに亭主がいたことを知って激怒し、包丁でそのホステスを襲って逮捕された。同年12月18日には傷害・銃砲刀剣類所持等取締法（銃刀法）違反・道路交通法違反の罪により、千葉地方裁判所八日市場支部で懲役1年の刑に処され、1979年（昭和54年）1月5日以降は府中刑務所で服役することになったが、このころからは次第に強い幻覚・妄想といった異常体験に悩まされるようになった。同年11月に出所してからは、銚子市内の街路警備会社・水産会社などに勤務したが、粗野な言動・勤務態度の悪さから、いずれも短期間で解雇された。その後、銚子市内の両親の家で兄弟と同居し、ぶらぶらしながら生活していたが、1980年（昭和55年）7月13日には、銚子市内で飲酒運転による人身事故を起こし、無免許運転で逮捕された。同年9月1日には道路交通法違反・業務上過失傷害罪により、千葉地裁八日市場支部で懲役7月の刑に処され、再び府中刑務所で服役した。
1981年（昭和56年）3月21日に刑期を満了し、同年4月21日に出所すると、「寿司職人として身を立てよう」と考え、柳刃包丁1丁を購入した。同月25日 - 6月13日にかけ、Kは都内および千葉県浦安市内の寿司屋7か所に務めたが、技術が劣っていたことに加え、客・同僚に威圧的で横柄な態度を取ったり、遅刻が多かったりしたため、いずれも短期間（1日 - 20日）で解雇された。このように解雇が重なり、生活にも窮するうちに、幻覚・妄想が次第に増強され、Kは「自分がこんな状態に陥ったのは、高級役人が黒幕になって自分の頭に電波を飛ばしたり、テープに録音された声を流したり、勤め先の上司・親兄弟にまで圧力を掛け、悪口を言わせたり、計画的に自分を解雇させたりして、自分を苦しめているからだ」と確信するに至った。そして、その「黒幕」たちへの妄想的怨恨を募らせながら、自分を解雇したり、採用しなかったりした寿司店の社会的信用を失墜させることも目的に、「いずれどこにも就職できないところまで追い詰められた場合は、女子供を殺して人質を取って立てこもり、寿司屋の経営者らを呼びつける。そして、黒幕が誰なのかを白状させ、黒幕を呼び出して対決し、黒幕・寿司屋の経営者らに責任を取らせよう」と考えるようになった。

## 事件発生

### 6人を無差別殺傷
事件前日（1981年6月16日）、加害者Kは都内4か所の寿司屋に就職を申し込んだが、うち3店は「面接態度が悪い」との理由などから採用を断られた。残る1店からは「翌日、電話で採否を問い合わせてほしい」と伝えられたため、その1店に希望をつないでいたが、翌17日（事件当日）朝に常宿としていた簡易宿泊所（東京都江東区森下三丁目5番20号）を出た際には、所持金がわずか195円しかなかった。そのため、Kは「もしあの店で採用されなければ、当分の食費にも事欠く」という事態に追い込まれ、凶行に備えて手が滑らないよう、4月に購入した柳刃包丁（刃渡り約23 cm）の柄に晒様布片を巻き付けた上で、11時30分ごろに前述の簡宿を出た。その一方で、この時点ではまだ雇ってもらえる可能性にも期待をかけ、身なりを整えていたが、付近の公衆電話から寿司屋に電話して採否を問い合わせたところ、「採用できない」と断りの返事を得たため、『自分の人生は終わりだ』と思って絶望し、「こうなった以上は、通行人を殺害した上で人質を取って立てこもり、かねてから立てていた計画を実行に移そう」と決意した。
11時35分 - 40分ごろまでの間、Kはそれぞれ殺意を有した上で、柳刃包丁を使って以下の犯行におよび、主婦2人および子供2人の計4人を刺殺し、主婦2人を刺傷した。
1. 森下二丁目14番3号の喫茶店「ロアール」前路上で、通りすがりの女性X（当時27歳）[注 15]と、Xが連れていた長男Y（当時1歳）[注 16]・長女Z（当時3歳）[注 17]の母子3人を柳刃包丁で多数回刺して殺害した[2]。
2. さらに、「ロアール」から約9 m西方の「三河屋岩永酒店」（森下二丁目14番2号）前路上で、通りすがりの女性A（当時33歳）を襲い、上腹部を1回突き刺して刺殺した[注 18][2]。
3. 「岩永酒店」から約15 m西方の「森下診療所」（森下二丁目17番10号）前路上で、通りすがりの主婦B（当時71歳）を襲い、腹部を1回突き刺して全治3か月の[2]重傷[注 19]を負わせた[4]。次いで、約12 m西方の「花菱化粧品店」（森下二丁目17番8号）から道路に出てきた主婦C（当時39歳）を襲い、同様に腹部をめがけて包丁を1回を突き出し、左前腕を切りつけて全治2週間の[2]重傷を負わせた[4]。

### 立てこもり
このように計6人に対する殺傷行為をした直後、Kは包丁の刃こぼれに気づいたため、「これ以上殺傷行為を続けることは無理だ」と判断し、直ちに人質を監禁する行為に移った。11時40分ごろ、Kは「花菱化粧品店」前から約21 m西方の中華料理店「萬来」（江東区森下二丁目17番7号）前路上を偶然通りかかった別の主婦D（当時32歳）を襲撃。左腕でDの頸部を抱え、右手で包丁を喉元に突き付けながら、「萬来」の店舗入口から奥6畳間へ侵入した。そして、中華料理店の経営者に対し、「出て行け、お前も殺すぞ」と言いながら、奥の部屋へ立てこもった。そのころから同日18時54分ごろまでの間、Kは同室でDを監禁しつつ、首に包丁を押し当てたり、背中を切りつけたりするなどの暴行・脅迫を加え、Dに全治1週間の怪我（軽傷）を負わせた。この間、Kはテレビの報道を見て注意を払い、殺傷結果（4人死亡・2人負傷）を確認した上で、Dに対し「4人も死んだ。お前が死んだら5人目だ。5人殺せば死刑だ」と発言していたほか、立てこもっている最中（14時5分）には砥石を差し入れさせ、包丁を研いでいた。また、一連の犯行の間は正当な理由なく、凶器の柳刃包丁1本を携帯した。
11時39分、「ロアール」の女性店員が「ナイフを持った男が通行人を刺して森下町方面へ歩いていく」と110番通報。これを受けた警視庁捜査一課・深川警察署は、同45分に現場で前線本部を設置し、周辺の交通を遮断した。その上で捜査一課・深川署員（署長を含む）ら捜査員約100人が現場へ急行し、正午前から犯人 (K) に対し、人質 (D) を解放するよう説得したが、Kは「俺には電波がついている」と意味不明な発言をしたほか、「右翼の小林楠扶を連れて来い」と要求するなどし、中華料理店の2階道路側6畳間に立てこもり続けた。そのため、警視庁は同日夕方、捜査員2人を寿司店員に変装させて室内に踏み込ませることを決め、タイミングを窺っていた。
18時55分、Kの隙を見て人質の女性Dが脱出。これを機に、捜査員10人がKの立てこもっていた室内へ突入し、Kを取り押さえて監禁致傷などで現行犯逮捕した。Kは身柄を拘束されると、自殺防止のため、タオルを口に押し込まれ、半袖シャツ・ブリーフ・ハイソックス姿で連行された。Kはまず東京警察病院へ救急車で搬送され、20時14分には病院から深川署へ移された。
警視庁は被疑者Kの逮捕後、深川署に捜査本部を設置し、犯行の動機などを追及した。Kは逮捕後、取り調べに対し「寿司職人になろうと面接を受けたが、断られて腹が立った。子供を持つ家族が羨ましかった。子供の父親が来たらいつでも恨みを晴らさせてやる。俺の腹を刺せばいいんだ」「死んだ人間はこれも運命だ。俺はサムライだから、殺された町人も幸せだろう」「昨年7月に道路交通法違反で捕まるまで、覚醒剤をやっていたが、今は（覚醒剤は）やっていない。俺は正常で、今度のことは真剣な気持ちでやった」と供述した。しかし、科学捜査研究所が被疑者Kの血液・尿を検査した結果、Kの「今は覚醒剤はやっていない」という供述とは異なり、「2, 3日以内に覚醒剤を使用した」とする鑑定結果が出たが、Kは覚醒剤の使用について徹底的に否認。捜査員から供述の矛盾点を問われると、Kは覚醒剤の入手先について「新宿の売人から買った」「銚子のパチンコ店で仲間から分けてもらった」などと供述したが、いずれも虚偽だった。

## 刑事裁判
犯行の残虐さ・異常さに加え、逮捕直後に被疑者Kの尿から覚醒剤反応が検出されたことから、刑事裁判では犯行時の被告人Kの精神状態（責任能力の有無・程度）が最大の争点となった。起訴に前後し、2人の大学教授が検察・裁判所から依頼を受け、それぞれ精神鑑定を実施したが、両者とも「乳幼児の時に脳に障害を受けたことにより、些細なことに激昂し、すぐ暴力を振るうなど性格に異常を来たしていた。これに覚醒剤常用が加わり、犯行時は幻覚妄想状態にあった」と診断した。
東京地方検察庁は1981年7月10日に、福島章（上智大学教授）に被疑者Kの精神鑑定を依頼。福島の鑑定により、9月9日に「Kには覚醒剤など薬物中毒があった疑いはあるが、犯行時に心神喪失状態だったとまでは認められない」との結果が出たため、東京地検は同月11日に被疑者Kを殺人罪・殺人未遂罪などで被告人Kを東京地方裁判所へ起訴した。

### 公判
被告人Kの初公判は1981年11月24日、東京地裁刑事第7部（中野武男裁判長）で開かれた。Kは罪状認否で、ほぼ犯行を認めた一方、「何年もの間、自分は“張本人”の送る電波・テープの音により嫌がらせを受けていた。自分を解雇したり就職を断った店主らもグルだ。人を殺して、潔く自分の人生に終止符を打とうと思った」などと陳述した。また、Kの弁護人も外形的事実は認めた一方、被告人Kの犯意を否認して「被告人Kは犯行時、高度な幻覚で理非善悪の判断ができない状態で、心神喪失か、少なくとも心神耗弱状態だった」と主張し、再度の精神鑑定を申請した。そのため、東京地裁刑事第7部は第5回公判（1982年2月12日）で、再度の精神鑑定を決定。第6回公判（同月25日）で鑑定人として、風祭元（帝京大学教授）を指定した。
第7回公判（同年7月16日）で裁判長が中野から佐藤文哉に交代し、更新手続きが行われた。同日に示された鑑定結果は、「被告人Kは爆発性・情性欠如性・意志欠如性・自己顕示性・自身欠如性などを基調とする異常性格者だ。犯行時の精神状態は異常性格を基盤とした心因性妄想に、覚醒剤濫用の影響が加わって幻覚妄想状態にあったが、自己の行為の理非善悪を弁識し、それに従って行為を制御する能力は正常人より著しく低下していたものの、完全に喪失していたとは認められない」（＝心神耗弱状態ではあったが、心神喪失状態ではない）というもので、福島の鑑定結果とほぼ同一だった。

### 無期懲役求刑
1982年10月22日に開かれた論告求刑公判で、検察官は被告人Kに対し、無期懲役刑を求刑した。東京地検は論告で、「犯罪史上稀に見る極悪非道な犯罪で、本来ならば死刑が相当であるが、被告人Kは異常性格者だったことに加え、覚醒剤の慢性中毒による幻覚妄想状態で、事件当時は理非善悪を判断する能力が低下していた心神耗弱状態だった」と指摘した。同公判まで被告人Kは死刑判決を言い渡される可能性に恐怖していたが、求刑後に弁護人から「統計上、無期懲役求刑事件で死刑判決が言い渡された例はない」と説明され、笑い声を上げていた。また、同公判後に拘置先の東京拘置所で弁護人と面会した際、Kはそれまでのぞんざいな態度から一変して「ご苦労様です」などと丁寧な言葉で応対していた。
同年11月12日に第11回公判が開かれ、弁護人の最終弁論と、被告人Kの意見陳述が行われ、公判は結審した。弁護人は最終弁論で、「被告人Kは事件当時、心神喪失状態だったため、無罪とすべきだ。仮に有罪だとしても心神耗弱を認定すべき」と述べたほか、被告人Kは「何の罪もない幼児や女性4人の命を奪い、3人を負傷させて大切な人生を奪ってしまった。今ここで何を語ろうと許される所業ではない。被害者・遺族には本当に申し訳ないし、自分の犯した罪に酌量の余地はない」と述べ、謝罪・反省の念を示した。

### 無期懲役判決
1982年12月23日に判決公判が開かれ、東京地裁刑事第7部（佐藤文哉裁判長）は東京地検の求刑通り、被告人Kに無期懲役刑を言い渡した。東京地裁 (1982) は判決理由で、「各種証拠（被告人の供述・精神鑑定書など）に加え、見ず知らずの通行人を次々と殺傷した犯行態様に照らせば、被告人Kは犯行当時、幻覚・妄想に悩まされ、『自分を迫害している役人や寿司店・水産屋の人間たちに復讐してやりたい』などの心理状態の下で犯行に及んだことは間違いない」と認定した。しかし、その一方で「その幻覚・妄想は精神分裂病に基づくものではなく、異常性格を基盤とする心因性妄想に、覚醒剤使用の影響が加わって生じたと認めるのが相当だ。事件直前、最後の望みを賭けていた寿司店から不採用を言い渡されたことで犯行を決意したことや、包丁の柄に滑り止めの布を巻き付けるなど、清明な意識の下に周囲の状況に対応しつつ、合理的な行動を取っていた。また『5人殺せば死刑だ』などと発言しているため、犯行の社会的影響・刑事責任の重大さも認識していた。逮捕後も捜査官の取り調べに対し、犯行およびそれに至る経緯についてかなり詳細に供述し、その内容も客観的証拠と矛盾せず、犯行前からの記憶は正確だ」などと指摘し、「被告人は犯行当時、幻覚状態にはあったが、精神分裂病などのように人格の中核まで冒されていたわけではなく、重大犯罪を合法的な方法で回避することのできる力はなお残されていた。つまり、幻覚・妄想は犯行動機の形成に重要な役割を果たしており、事理を弁識し、それに従って行為する能力は著しく制約されていたが、それ以上にその能力を失わせるほどの影響力はなかった」として、弁護人の「心神喪失状態だった」とする主張を退け、検察官の「心神耗弱状態だったが、心神喪失ではない」とする主張を採用した。
量刑理由については、「悪質極まりなく、犯罪史上稀に見る凶悪な犯行だ。無差別大量殺傷事件として、付近の住民に与えた不安・恐怖や社会に与えた衝撃は重大で、被告人Kは前科・前歴を有しているほか、覚醒剤を濫用するなどして自らこのような精神異常を招いた面も否定できず、動機に酌量の余地は乏しい。刑事責任は誠に重大で、精神に異常をきたしていた事実がなければ極刑をもって処断すべき事案だ」と指摘。その上で、「犯行時、被告人は心神耗弱状態にあったため、法律の規定により刑を減軽しなければならない。しかし諸々の情状を鑑みると、幻覚・妄想の形成要因の一つである異常性格には遺伝的負因や生育環境に規定された側面もあること、現在では一応謝罪の意思を表していることなどを斟酌しても、被告人Kは心神耗弱による法律上の減軽をした場合に科すことができる最高刑（無期懲役）を甘受しなければならない」と結論付けた。
なお判決理由の朗読中には、傍聴人が「その通りだ！俺にも聞こえる、電波が！」と叫んで退廷させられた。被告人Kは判決直後、東京拘置所内で接見した主任弁護人・落合長治弁護士に対し、「自分は心神喪失だから無罪が相当」と判決への不満を述べていたが、落合らは控訴を断念させようとして「本来ならば死刑になるべき事件が無期懲役になったのだから、被害者・遺族への贖罪のためにも刑に服すべきだ」と説得し、Kもこの説得を受け入れた。結局、Kは控訴期限の1983年（昭和58年）1月6日までに東京高等裁判所への控訴手続きを取らなかったため、無期懲役判決が確定した。

## その他
事件後、加害者Kの兄弟たちは「K」姓から改姓した。また、妻子3人（妻X・長男Y・長女Z）を失った男性は事件後、酒の飲みすぎで体調を崩したほか、1982年9月中旬には「この家（事件当時住んでいた家）に居れば、妻や子がいる気がして、部屋で子供とふざけっこする夢を見る」と言い、引っ越した。
当時は覚醒剤の第2次乱用期（1970年 - 1980年代）に当たり、覚醒剤中毒者による犯罪も多発して社会問題化していた。特に、事件が発生した1981年は覚醒剤事犯検挙者数が22,024人、翌年（1982年）は23,365人におよんでいた。また、犯人の男が逮捕された時の異様な風体や男の供述に出てくる電波という言葉が世間の耳目を集め、薬物中毒者が起こした象徴的事件とされた。しかし、松本俊彦（精神科医）は「この『電波』という現象は、犯人Kが覚醒剤に手を染める以前から存在しており、この事件も覚醒剤が直接の原因ではない」とする意見を述べている。
刑法第39条では「責任能力に欠ける心神喪失者の行為は罰せず、責任能力が減退している心神耗弱者の行為は刑を減軽する」と規定している。その背景には「責任なければ刑罰なし」という刑法の根底をなす大原則に加え、「罪を犯した精神障害者も社会の犠牲者」とする考え方があるが、Kが心神耗弱状態に陥った原因は自ら覚醒剤を濫用したことであり、犯行時には力の弱い主婦・幼児ばかりを執拗に狙っていたことなどから、『朝日新聞』（朝日新聞社）は第一審判決を受けて「Kを『社会の犠牲者』と見ることは国民の法感情に反するのではないか？」と指摘していた。また、第一審判決が言い渡されたころには日本国政府が禁固以上の刑に相当する罪を犯した精神障害者およびアルコール・薬物中毒患者について、裁判所が「治療をしないでおくと再犯の恐れがある」と認めた場合、強制的に施設に収容して治療させる「保安処分制度」を含めた刑法改正案を翌1983年春の国会に上程しようとしていたが、保安処分制度は2021年時点に至るまで日本では施行されていない。

## テレビドラマ化
1983年（昭和58年）、本事件を題材とした佐木隆三によるノンフィクション『深川通り魔殺人事件』（旧題：『白昼凶刃』）が刊行された。これを原作とし同年7月25日（月曜日）、『月曜ワイド劇場』（テレビ朝日系、21:02 - 22:48）にてテレビドラマ番組『深川通り魔殺人事件』を放映。同作品は視聴率およそ26%を記録し、放送批評懇談会「月間ギャラクシー賞」を受賞した。
プロ俳優およそ20人を集めたオーディション内容に納得できなかった監督の千野は、かつて視聴した『衝動殺人 息子よ』に犯人役として出演する大地康雄を抜擢。リアリティのある大地の怪演は「（犯人K）本人を出したのか？」と問い合わせが寄せられるほどだった。極悪人のイメージがしばらく定着した大地は、4年後の『マルサの女』出演まで、わずかな悪役の仕事をこなしつつアルバイトで生計を立てていた。また、大地がプライベートで飲みに行った先では、女の子が悲鳴をあげ逃げていったという。
- 製作：テレビ朝日、オフィス・ヘンミ（製作協力：東映）
- 監督：千野皓司
- 脚本：本田英郎
- プロデューサー：福富哲（ANB）、中村和則（オフィス・ヘンミ）
- 出演：大地康雄（犯人役）[82]、佐野浅夫、横内正、風祭ゆき、牟田悌三、天地総子、松山英太郎、沢たまき、清洲すみ子、小林稔侍、三谷昇、伊藤敏孝、今西正男、本多晋、新井和夫、入江正徳、友金敏雄、きくち英一、佐藤晟也、森章二、今橋恒、吉原興一、高月忠、須賀良、側見民雄、大久保康二、阪本良介、南英二、川口啓史、古田正志、北見敏之、星野暁一、荘司秀俊、団龍二、清水上信、中村重徳、内間和浩、南雲恒二、伊藤利彦、速水真吾、石見栄英、中屋敷鉄也、佐久間哲、川合誠二、熊谷康二、近藤哲也、荒木かずほ、采野圭子、有田麻里、大原真里子、加藤陽子、横尾加代子、森瞳子、稲田千代子、東野祐子、徳田里枝、堀田真美子、河瀬みどり、大熊厚子、高橋章子、友直子、塚本孝子、金沢恵子、平栄子、森田牧子、山下由香里、長田義嗣、熊崎圭輔、伊藤昌一、野村昇史、鈴木泰明
- ナレーター：江守徹
- 以上：[81]